# 예비 참조 지구 모델

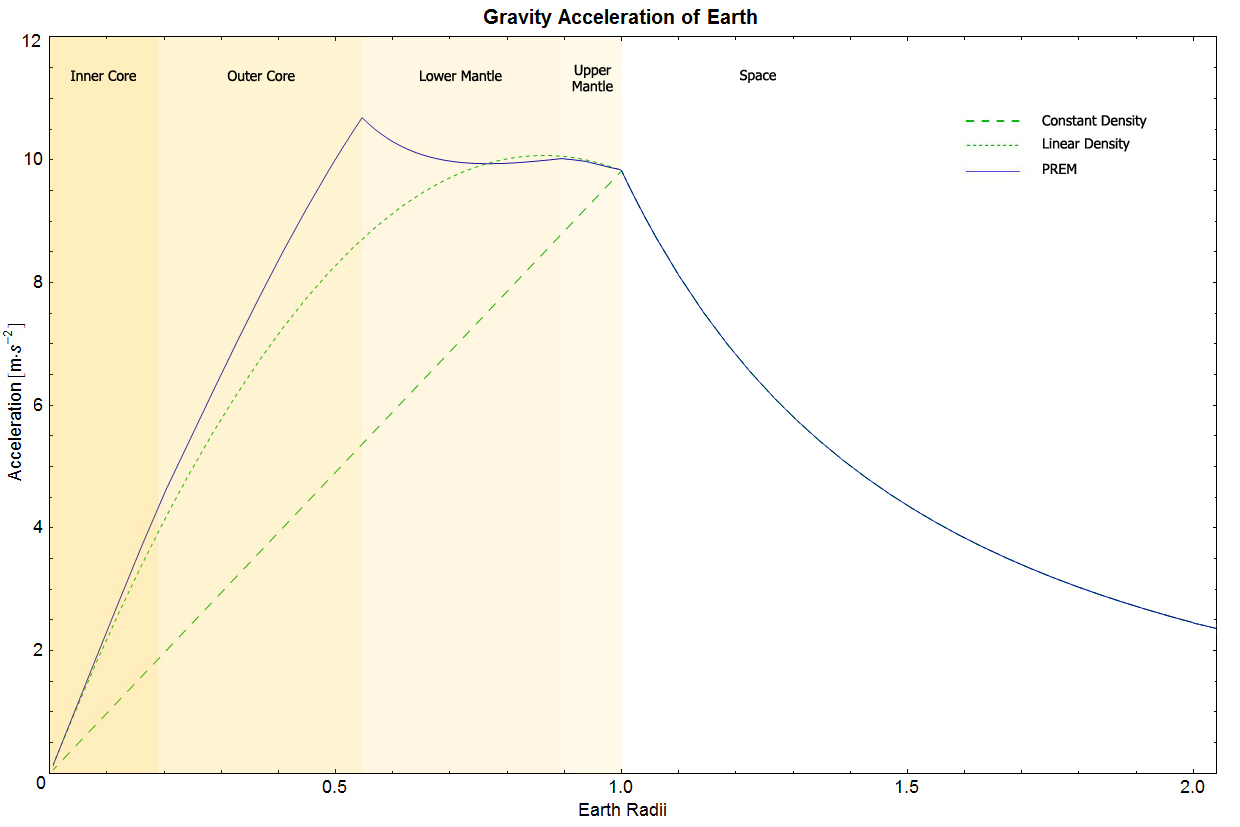
PREM에 따른 지구의 중력. 녹색 곡선은 밀도 상수 (점선)와 중심에서 표면으로 선형 감소 (점선)를 갖는 가상의 지구를 보여준다.

예비 참조 지구 모델 (PREM, Preliminary reference Earth model)은 행성 반경의 함수로서 평균 지구 속성을 나타내는 1차원 모델이다. 여기에는 행성 반경의 함수로 탄성 속성, 감쇠, 밀도, 압력 및 중력을 포함한 지구 속성 표가 포함된다.
PREM은 지진 단층 촬영 및 관련 글로벌 지구 물리 모델의 기초로 널리 사용되었다. 그것은 비탄성 분산과 이방성을 통합하므로 상단 맨틀에 대해 주파수 의존적이며 가로로 등방성이다.
PREM은 Adam M. Dziewonski 와 Don L. Anderson 이 IAG ( International Association of Geodesy )의 "Standard Earth Model Committee" 및 IASPEI ( International Association of Seismology and Physics of the Earth 's Interior )의 지침에 따라 개발했다. 기타 Earth 참조 모델에는 iasp91 및 ak135가 있다.